# Orla Brady
Orla Brady, née le 28 mars 1961 à Dublin, est une actrice irlandaise.

## Biographie

### Jeunesse
Orla Brady a commencé à s'intéresser au métier d'actrice à l'âge de 20 ans, après la lecture des œuvres de Germaine Greer et Simone de Beauvoir. Elle déclare notamment : « Mes 20 ans ont été une torture. Je trouvais les hommes terrifiants. Je ne savais pas comment me comporter avec eux. J'étais tout simplement mal dans ma peau »[réf. nécessaire].
En 1986, exactement à 26 ans, elle est allée à Paris pour apprendre à jouer au théâtre. Elle apprit le français puis est allée étudier à l'école de Philippe Gaulier.

### Carrière
Après ses études, elle retourne à Dublin et a immédiatement gagné le rôle de Adela dans la pièce de théâtre La Maison de Bernarda Alba au Gate Theatre. Elle joua ensuite dans la pièce anglaise Ébloui par le soleil au National Theatre Royal.
En 2001, Orla a joué dans Nip/Tuck interprétant le docteur Jordan. Plus tard, elle joue le rôle de Claire Stark, l'ex-épouse de James Woods, dans la série Shark. Elle fait une apparition dans le 2e épisode de la série télévisée Les Enquêtes de l'inspecteur Wallander. Orla Brady a joué Meredith Gates dans la série Les Arnaqueurs VIP. En 2010, elle joue dans Strike Back. En 2010, elle est choisie pour interpréter Elizabeth Bishop, la mère de Peter Bishop, dans la série Fringe.
Le 25 novembre 2013, il a été confirmé qu'Orla incarne le personnage de Tasha Lem dans l'épisode spécial de Nöel 2013 de Doctor Who. Il a été déclaré que son personnage serait du passé du Docteur, et que l'intrigue principale de l'épisode évoluerait autour d'elle. 
Depuis 2020, elle tient un rôle récurrent dans la série Star Trek : Picard.

### Vie privée
Orla Brady a déménagé à Los Angeles en 2001 pour son travail, et elle a rencontré le photographe anglais Nick Brandt qu'elle épouse en décembre 2002.

## Filmographie

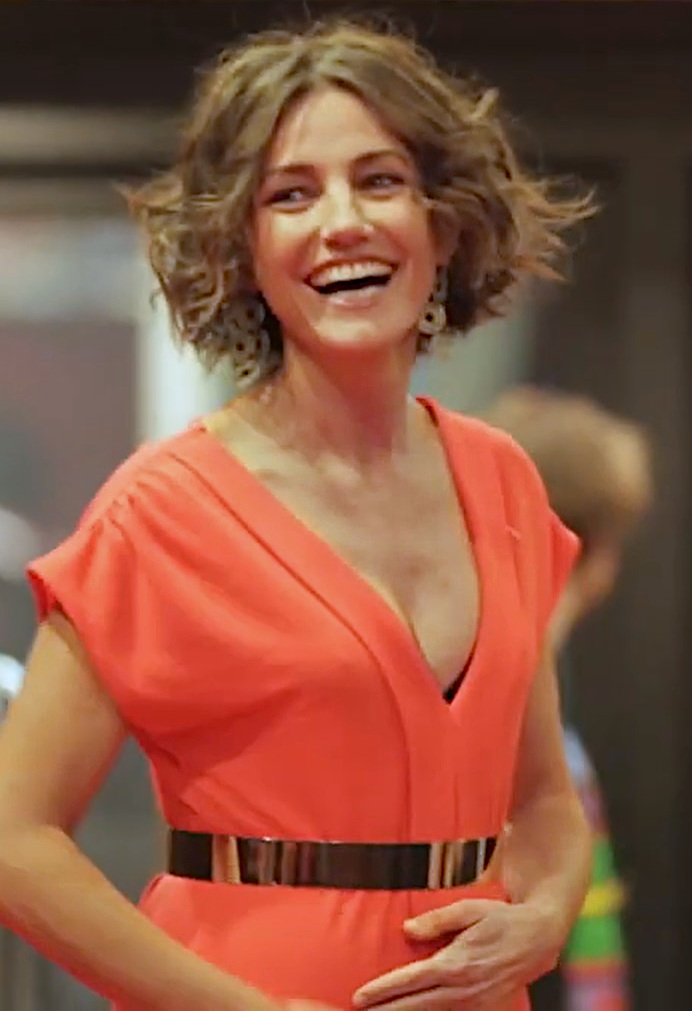
Brady en 2015

Sauf indication contraire, les informations mentionnées dans cette section peuvent être confirmées par la base de données cinématographiques IMDb,  présente dans la section « Liens externes ».

### Cinéma
- 1994 : Words Upon the Window Pane de Mary McGuckian : Vanessa
- 1999 : A Love Divided de Syd Macartney : Sheila Kelly Cloney
- 2000 : La Défense Loujine (The Luzhin Defence) de Marleen Gorris
- 2001 : Silent Grace de Maeve Murphy : Eileen
- 2002 : Fogbound : Ann
- 2007 : 32A : Jean Brennan
- 2007 : How About You : Kate Harris
- 2013 : Wayland's Song : Grace
- 2015 : The Price of Desire : Eileen Gray
- 2017 : The Foreigner : Mary Hennessy
- 2019 : A Girl from Mogadishu : Emer Costello
- 2019 : Rose Plays Julie : Ellen
- 2019 : The Other Me : Marina
- 2023 : Freud, la dernière confession (Freud's Last Session) de Matthew Brown : Janie Moore

### Télévision
- 1999 : Le Monde magique des léprechauns : Kathleen Fitzpatrick
- 2005 : Révélations (mini-série) : Nora Webber
- 2005 : Empire : Atia
- 2005 : World of Trouble : Joan Denny
- 2006 : Sixty Minute Man : Kate Henderson
- 2006 : Jesse Stone - Une ville trop tranquille : Lilly Summers
- 2006 : Last Night : Lucy
- 2007 : Protect and Serve : Dr Lorna Herrera
- 2007 : How About You : Kate Harris
- 2007 : 32A : Jean Brennan
- 2007 - 2008 : Shark : Claire Stark
- 2008 : Les Enquêtes de l'inspecteur Wallander : Ella Lindfeldt
- 2008 - 2009 : Mistresses : Siobhan Dillon
- 2010 : Strike Back : Katie Dartmouth
- 2010 - 2011 : Fringe : Elizabeth Bishop
- 2010 - 2011 : The Deep : Cora
- 2012 : Sinbad : Taryn
- 2013 : Jo (série télévisée) : Béatrice Dormont
- 2013 : Doctor Who (série télévisée): Tasha Lem
- 2013 : Hercule Poirot (série télévisée) : Comtesse Rossakoff (saison 13 épisode 4 : Les Travaux d'Hercule)
- 2015 : American Odyssey : Sophia Tsaldari
- 2015 : The Price of Desire : Eileen Gray
- 2015 - 2018 :  Into the Badlands : Lydia, femme du Baron
- 2018 : Collateral (mini-série, 4 épisodes)
- 2019 : American Horror Story : 1984 : Dr. Karen Hopple
- 2020 : Star Trek : Picard : Laris
- 2022 : Meurtres au paradis : Maggie Harper (épisode 8, saison 11)

### Jeux vidéo
- 2009 : Indiana Jones and the Staff of Kings : Maggie O'Malley